# Balthazar de Mecklembourg
Balthazar de Mecklembourg (né en 1451 – † Wismar le 16 mars 1507) fut coadjuteur du diocèse de Hildesheim entre 1471 et 1474 puis administrateur apostolique de l'évêché de Schwerin entre 1474 et 1479 et enfin corégent du duché de Mecklembourg de 1480 à sa mort.

## Biographie
Balthazar est le plus jeune fils du duc Henri IV de Mecklembourg et de son épouse Dorothée de Brandebourg la fille du Margrave Frédéric Ier de Brandebourg. Quand il devient adulte, Balthazar choisit une carrière ecclésiastique. Il est nommé  coadjuteur et administrateur du diocèse de Hildesheim de 1471 à  1474 puis administrateur apostolique dans le diocèse de Schwerin de 1474 à 1479. Sans doute insatisfait de la vie religieuse il décide de résigner sa fonction en 1479. À la suite de la médiation de sa mère un accord est conclu avec ses frères ainés afin de partager conjointement le duché le 13 janvier 1480. Son frère Albert VI reçoit une grande partie de l'ancienne principauté de Mecklembourg-Werle, pendant que Balthazar et son frère Magnus II administre conjointement le reste du duché. Après la mort de Magnus II, Balthazar règne comme corégent des fils de son frère Magnus.
Balthazar meurt le 16 mars 1507 (ou peut-être moins sûrement le 17 mars) à Wismar et il est inhumé dans l'abbaye de Doberan à Bad Doberan. Il avait épousé le 13 janvier 1482 Marguerite (morte le 27 mars 1526 inhumée dans l'église des Dominicains de Wismar, fille du duc  Éric II de Poméranie, il ne laisse pas d'enfant.